# جوزيه ماريا مارتينيز مارتينيز
جوزيه ماريا مارتينيز مارتينيز (بالإسبانية: Jose María Martínez Martínez)‏ هو سياسي مكسيكي، ولد في 9 يونيو 1972 في المكسيك. حزبياً، اشتهر في حزب العمل الوطني. وقد انتخب عضو مجلس الشيوخ من المكسيك.